# Malthonea guttata
Malthonea guttata là một loài bọ cánh cứng trong họ Cerambycidae.